# Henry Nes
Henry Nes (* 20. Mai 1799 in York, Pennsylvania; † 10. September 1850 ebenda) war ein US-amerikanischer Politiker. Zwischen 1843 und 1845 sowie nochmals von 1847 bis 1850 vertrat er den Bundesstaat Pennsylvania im US-Repräsentantenhaus.

## Werdegang
Henry Nes besuchte vorbereitende Schulen und studierte danach am Princeton College. Nach einem anschließenden Medizinstudium und seiner Zulassung als Arzt begann er in  York in diesem Beruf zu arbeiten. Später schlug er auch eine politische Laufbahn ein. Bei den Kongresswahlen des Jahres 1842 wurde Nes als unabhängiger Demokrat im 15. Wahlbezirk von Pennsylvania in das US-Repräsentantenhaus in Washington, D.C. gewählt, wo er am 4. März 1843 die Nachfolge von Benjamin Alden Bidlack antrat. Bis zum 3. März 1845 konnte er zunächst eine Legislaturperiode im Kongress absolvieren. Diese Zeit war von den Spannungen zwischen Präsident John Tyler und den Whigs belastet. Außerdem wurde damals bereits über eine mögliche Annexion der seit 1836 von Mexiko unabhängigen Republik Texas diskutiert.
Nach dem Ende seiner ersten Zeit im US-Repräsentantenhaus wechselte Henry Nes zu den Whigs. Bei den Wahlen des Jahres 1846 wurde er als deren Kandidat im 15. Distrikt seines Staates in den Kongress gewählt, wo er am 4. März 1847 den Demokraten Moses McClean ablöste, der zwei Jahre zuvor sein Nachfolger geworden war. Nach einer Wiederwahl konnte er dieses Mandat bis zu seinem Tod am 10. September 1850 ausüben. Zwischen 1847 und 1849 war er Vorsitzender des Ausschusses für Invalidätsrenten und des Committee on Revisal and Unfinished Business. Bis 1847/1848 war seine Zeit im Kongress noch von den Ereignissen des Mexikanisch-Amerikanischen Krieges geprägt. Danach stand die Frage der Sklaverei im Brennpunkt der Diskussionen.